# Maxine Janssens
Maxine Janssens (Blaasveld, 22 november 2001) is een Belgische actrice. Ze is vooral bekend als kabouter Felle uit Plop & Felle en Ellis uit Kosmoo.
In 2017 was ze te gast bij Van Gils & Gasten na het schrijven van een toneelstuk, samen met Remi De Smet. Het stuk heet #gekraaktdooreigennaakt en gaat over sexting. Hiermee kwamen ze ook samen in een reportage van Pano.
Sinds augustus 2023 is ze te horen als presentator op Q-Music.

## Filmografie
- 2014: '14-'18 (musical) als jonge Anna[5]
- 2015: Inside Out (film) als Riley[6]
- 2016-2018: Kosmoo (serie) als Ellis Andersen[7]
- 2017: The Things We Face/Les Choses En Face (kortfilm) als Jessie[8]
- 2017: #gekraaktdooreigennaakt (toneelstuk) als Josefien[9]
- 2017-heden: Plop & Felle (serie) als kabouter Felle[10]
- 2021: Familie (serie) als Isa De Ryck
- 2021: Bittersweet Sixteen (film) als Eva
- 2024: Inside Out 2 als Riley (stem)
- 2025: Win or Lose als Rochelle (stem)

Huidig (anno 2023):
Ulrike D'hauwer · Liam D'hert · Dorothee Dauwe · Tom De Cock · Jana De Wilde · Vincent Fierens · Yoren Linsen · Maxine Janssens · Nils Melckenbeeck · Loore Nelen · Regi Penxten · Jolien Roets · Emma Salden · Jan Thans · Maarten Vancoillie · Matthias Vandenbulcke · Paulien Van der Jeugt · Naomi Vanderpoorten · Vincent Vangeel · Liam Van Haverbeke · Dimitri Wouters
Voormalig (2001–2023):
Dorianne Aussems (2013–2014) · Rik Boey (2010–2013, 2015–2017) · Born (2015–2017) · Herbert Bruynseels (2001–2009) · Anke Buckinx (2007–2016) · Bab Buelens (2020) · Armin van Buuren (2021–2022) · Marcia Bwarody (2013–2017) · Joren Carels (2018–2020) · Séverine Champeaux (2013–2015) · Sam De Bruyn (2015–2020) · Erwin Deckers (2001–2008) · Jolien De Greef (2015) · Anneke De Keersmaeker (2002) · Felice Dekens (2011–2022) · Frederika Del Nero (2011–2012) · Nathalie Delporte (2001–2014) · Serge De Marre (2004–2015) · Eline De Munck (2012–2014) · Bart-Jan Depraetere (2001–2019) · Dries De Vis (2019–2020) · Inge De Vogelaere (2017–2020) · Sean Dhondt (2015–2023) · Elien D'hooge (2019–2021) · Yasmina El Messaoudi (2014–2015) · Evi Geysels (2010–2018) · Elizabeth Gesels (2016) · Violette Goemans (2015–2017) · Jenno Hallaert (2012–2015) · Wine Lauwers (2011–2019) · An Lemmens (2015–2019) · Kris Mannaerts (2006–2011) · Kristin Moers (2002–2003) · Marie Monballiu (2014–2021) · Sarah Mylle (2016–2020) · Johan Notebaert (2001–2002) · Wim Oosterlinck (2006–2020) · Sven Ornelis (2001–2016) · Hans Otten (2002–2003) · Xander Peeters (2011–2013) · Astrid Philips (2011–2014) · Elke Plancke (2012–2013) · Jarne Ponet (2023) · Alexandra Potvin (2001–2009) · Jarne Rediers (2021-2023) · Kürt Rogiers (2008–2015) · Thomas Rottier (2021-2023) · Carl Schmitz (2001–2014) · Elias Smekens (2013–2018) · Kenny Smet (2006–2011) · Toon Smet (2015–2018) · Sara Steegen (2011–2012) · Kenneth Stevens (2006–2016) · Loïc Thaler (2015-2016, 2018-2022) · Shalini Van den Langenbergh (2014–2018) · Julie Van den Steen (2021) · Joke van de Velde (2013–2015) · Elke Vanelderen (2005–2006) · Arne Vanhaecke (2015–2016) · Maureen Vanherberghen (2016–2023) · Elke Van Mello (2008–2010) · Francesca Vanthielen (2001–2002) · Erika Van Tielen (2006–2008) · Heidi Van Tielen (2015–2018) · Bjorn Verhoeven (2001–2012) · Peter Verhoeven (2001–2018) · Steffi Vertriest (2013–2015) · Kristien Wollants (2018–2020)